# Ministre de la Réforme de l'État
Le gouvernement français peut avoir un ministre de la Réforme de l’État. Il est le plus souvent associé à d'autres portefeuilles, comme le budget, la fonction publique ou encore la décentralisation. Depuis le 23 décembre 2024, le poste est appelé Ministre de l'action publique, de la fonction publique et de la simplification

## Attributions
Le ministre ou secrétaire d’État  prépare et met en œuvre le programme de transformation de l’État. Il apporte son appui aux ministres intéressés dans la conception, la mise en œuvre et l’évaluation des mesures visant à améliorer la qualité et l’efficacité des services publics et à en moderniser la gestion. Il est associé à la réforme de l’administration territoriale de l’État. Il prépare le développement de l’administration numérique. Il coordonne l’action du Gouvernement en matière de transparence des données publiques et appuie le développement des usages innovants en la matière en lien avec le ministre de l’Économie.

## Liste des ministres

### Ministres des réformes administratives (1947-1995)
- 4 mai 1947 - 22 octobre 1947 : Pierre-Henri Teitgen (Ministre d'État, vice-président du Conseil, chargé de la Fonction publique et de la Réforme administrative)
- 22 octobre 1947 - 24 novembre 1947 : aucun
- 26 novembre 1947 - 26 juillet 1948 : Jean Biondi (Secrétaire d'État chargé de la Fonction publique et de la Réforme administrative)
- 26 juillet 1948 - 5 septembre 1948 : Jean Biondi (Secrétaire d'État à la présidence du Conseil, chargé de la Fonction publique et de la Réforme administrative)
- 5 septembre 1948 - 11 septembre 1948 : Jean Biondi (Secrétaire d'État à la Fonction publique et à la Réforme administrative)
- 11 septembre 1948 - 28 octobre 1949 : Jean Biondi (Secrétaire d'État à la présidence du Conseil, chargé de la Fonction publique et de la Réforme administrative)
- 28 octobre 1949 - 2 juillet 1950 : Jean Biondi (Secrétaire d'État chargé de la Fonction publique et de la Réforme administrative)
- 2 juillet 1950 - 12 juillet 1950 : Paul Giacobbi  (Ministre d'État chargé de la Fonction publique et de la Réforme administrative)
- 12 juillet 1950 - 10 mars 1951 : Pierre Métayer (Secrétaire d'État chargé de la Fonction publique et de la Réforme administrative)
- 10 mars 1951 - 11 août 1951 : Pierre Métayer (Secrétaire d'État chargé de la Fonction publique et de la Réforme administrative)
- 11 août 1951- 28 juin 1953 :  aucun
- 28 juin 1953 - 19 juin 1954 : Edmond Barrachin (Ministre d'État chargé de la Réforme constitutionnelle)
- 30 juin 1954 - 13 juin 1957 : aucun
- 17 juin 1957 - 6 novembre 1957 : Jean Meunier (Secrétaire d'État à la présidence du Conseil, chargé de la Fonction publique et de la Réforme administrative)
- 11 novembre 1957 - 14 mai 1958 : Raymond Marcellin (Secrétaire d'État chargé de la Fonction publique et de la Réforme administrative)
- 14 mai 1958 - 14 juin 1958 :  aucun
- 14 juin 1958 - 8 janvier 1959 : Guy Mollet (Ministre d'État, chargé des attributions conférées au président du Conseil relatives au Statut général des fonctionnaires)
- 8 janvier 1959 - 28 mai 1959 : Pierre Chatenet (Secrétaire d'État auprès du Premier ministre, chargé des Problèmes d'administration générale et de la Mise en place des institutions)
- 28 mai 1959 -28 novembre 1962 :  aucun
- 28 novembre 1962 - 6 janvier 1966 : Louis Joxe  (Ministre d'État, chargé de la Réforme administrative)
- 8 janvier 1966 - 1er avril 1967 : Louis Joxe  (Ministre d'État, chargé de la Réforme administrative)
- 6 avril 1967 - 7 janvier 1971 :  aucun
- 7 janvier 1971 - 5 juillet 1972 : Roger Frey (Ministre d'État, chargé des Réformes administratives)
- 5 juillet 1972 - 28 mars 1973 :  aucun
- 2 avril 1973 - 27 février 1974 :  Alain Peyrefitte (Ministre chargé des Réformes administratives)
- 27 février 1974 - 27 mai 1974 : aucun
- 27 mai 1974 -  9 juin 1974 : Jean-Jacques Servan-Schreiber (Ministre des Réformes)
- 9 juin 1974 - 2 octobre 1980 :  aucun[2]
- 2 octobre 1980 - 4 mars 1981 : Jean-François Deniau (Ministre délégué auprès du Premier ministre, chargé des Réformes administratives)
- 4 mars 1981 - 13 mai 1981 : Raymond Barre (Premier ministre, chargé des Réformes administratives)
- 22 mai 1981 - 22 juin 1981 : Catherine Lalumière (Secrétaire d'État auprès du Premier ministre, chargée de la Fonction publique et des Réformes administratives)
- 22 juin 1981 - 29 juin 1982 :  Anicet Le Pors (Ministre délégué auprès du Premier ministre, chargé de la Fonction publique et des Réformes administratives) et Jean Le Garrec (Secrétaire d'État auprès du Premier ministre, chargé de l'Extension du secteur public)
- 29 juin 1982 - 22 mars 1983 :  Anicet Le Pors (Ministre délégué auprès du Premier ministre, chargé de la Fonction publique et des Réformes administratives)
- 22 mars 1983 - 17 juillet 1984 : Anicet Le Pors (Secrétaire d'État auprès du Premier ministre, chargé de la Fonction publique et des Réformes administratives)
- 17 juillet 1984 - 20 mars 1986 : Jean Le Garrec (Secrétaire d'État auprès du Premier ministre, chargé de la Fonction publique et des Simplifications administratives)
- 20 mars 1986 - 19 août 1986 :  aucun
- 19 mars 1986 - 10 mai 1988 : Camille Cabana (Ministre délégué auprès du Premier ministre, chargé de la Réforme administrative)
- 10 mai 1988 - 22 juin 1988 : Michel Durafour (Ministre de la Fonction publique et des Réformes Administratives)
- 23 juin 1988 - 22 février 1989 : Michel Durafour (Ministre de la Fonction publique et des Réformes Administratives)
- 22 février 1989 - 15 mai 1991 : Michel Durafour (Ministre d’État, Ministre de la Fonction publique et des Réformes Administratives)
- 15 mai 1991 - 4 juin 1991 : Jean-Pierre Soisson (Ministre d’État, Ministre de la Fonction publique et de la Modernisation administrative)
- 4 juin 1991 - 2 avril 1992 : Jean-Pierre Soisson (Ministre d’État, Ministre de la Fonction publique et de la Modernisation de l'administration)
- 2 avril 1992 - 29 mars 1993 : Michel Delebarre  (Ministre d’État, Ministre de la Fonction publique et des Réformes administratives)
- 29 mars 1993 - 11 mai 1995 :   aucun

### Ministres de la Réforme de l'État (1995-2017)
| Ministre ou secrétaire d'État                                                       | Ministre ou secrétaire d'État | Ministre ou secrétaire d'État | Intitulé                                                                                     | Parti                                                                     | Ministre de tutelle          | Ministre de tutelle          | Intitulé                                                                                    | Gouvernement                 | Début                        | Fin                          |
| Présidence de Jacques Chirac                                                        | Présidence de Jacques Chirac | Présidence de Jacques Chirac  | Présidence de Jacques Chirac                                                                 | Présidence de Jacques Chirac                                              | Présidence de Jacques Chirac | Présidence de Jacques Chirac | Présidence de Jacques Chirac                                                                | Présidence de Jacques Chirac | Présidence de Jacques Chirac | Présidence de Jacques Chirac |
| ----------------------------------------------------------------------------------- | --- | ----------------------------- | -------------------------------------------------------------------------------------------- | ------------------------------------------------------------------------- | ---------------------------- | ---------------------------- | ------------------------------------------------------------------------------------------- | ---------------------------- | ---------------------------- | ---------------------------- |
|                                                                                     | | Claude Goasguen               | Ministre de la Réforme d’État, de la Décentralisation et de la Citoyenneté                   | UDF-CDS                                                                   | Plein exercice               | Plein exercice               | Plein exercice                                                                              | Juppé 1                      | 17 mai 1995                  | 7 novembre 1995              |
|                                                                                     | | Dominique Perben              | Ministre de la Fonction publique, de la Réforme de l’État et de la Décentralisation          | RPR                                                                       | Plein exercice               | Plein exercice               | Plein exercice                                                                              | Juppé 2                      | 7 novembre 1995              | 2 juin 1997                  |
|                                                                                     | | Émile Zuccarelli              | Ministre de la Fonction publique, de la Réforme de l’État et de la Décentralisation          | PRG                                                                       | Plein exercice               | Plein exercice               | Plein exercice                                                                              | Jospin                       | 2 juin 1997                  | 27 mars 2000                 |
|                                                                                     | | Michel Sapin                  | Ministre de la Fonction publique et de la Réforme de l’État                                  | PS                                                                        | Plein exercice               | Plein exercice               | Plein exercice                                                                              | Jospin                       | 27 mars 2000                 | 6 mai 2002                   |
|                                                                                     | | Jean-Paul Delevoye            | Ministre de la Fonction publique, de la Réforme de l'État et de l'Aménagement du territoire  | RPR, UMP                                                                  | Plein exercice               | Plein exercice               | Plein exercice                                                                              | Raffarin 1                   | 6 mai 2002                   | 17 juin 2002                 |
|                                                                                     | | Henri Plagnol                 | Secrétaire d'État chargé de la Réforme de l'État                                             | UMP                                                                       |                              | Jean-Paul Delevoye           | Ministre de la Fonction publique, de la Réforme de l'État et de l'Aménagement du territoire | Raffarin 2                   | 17 juin 2002                 | 30 mars 2004                 |
|                                                                                     | | Éric Woerth                   | Secrétaire d'État chargé de la Réforme de l'État                                             | UMP                                                                       |                              | Renaud Dutreil               | Ministre de la Fonction publique et de la Réforme de l'État                                 | Raffarin 3                   | 30 mars 2004                 | 31 mai 2005                  |
|                                                                                     | | Jean-François Copé            | Ministre délégué chargé du Budget et de la Réforme de l'État, Porte-parole du Gouvernement   | UMP                                                                       |                              | Thierry Breton               | Ministre de l'Économie, des Finances et de l'Industrie                                      | De Villepin                  | 2 juin 2005                  | 15 mai 2007                  |
| Présidence de Nicolas Sarkozy                                                       | |                               |                                                                                              |                                                                           |                              |                              |                                                                                             |                              |                              |                              |
|                                                                                     | | Éric Besson                   | Secrétaire d'État chargé de la Prospective et de l'Évaluation des politiques publiques       | UMP                                                                       |                              | François Fillon              | Premier ministre                                                                            | Fillon 1                     | 17 mai 2007                  | 18 juin 2007                 |
| Fillon 2                                                                            | 18 juin 2007 | Éric Besson                   | Secrétaire d'État chargé de la Prospective et de l'Évaluation des politiques publiques       | UMP                                                                       | 18 mars 2008                 | François Fillon              | Premier ministre                                                                            |                              |                              |                              |
| Fillon 2                                                                            | Secrétaire d'État chargé de la Prospective, de l'Évaluation des politiques publiques et du Développement de l'économie numérique | Éric Besson                   | 18 mars 2008                                                                                 | UMP                                                                       | 15 janvier 2009              | François Fillon              | Premier ministre                                                                            |                              |                              |                              |
| Aucun titulaire du 15 janvier au 23 juin 2009                                       | |                               |                                                                                              |                                                                           |                              |                              |                                                                                             |                              |                              |                              |
|                                                                                     | | Éric Woerth                   | Ministre du Budget, des Comptes publics, de la Fonction publique et de la Réforme de l'État, | UMP                                                                       | Plein exercice               | Plein exercice               | Plein exercice                                                                              | Fillon 2                     | 23 juin 2009                 | 22 mars 2010                 |
|                                                                                     | | François Baroin               | Ministre du Budget, des Comptes publics, de la Fonction publique et de la Réforme de l'État, | UMP                                                                       | Plein exercice               | Plein exercice               | Plein exercice                                                                              | Fillon 3                     | 22 mars 2010                 | 29 juin 2011                 |
|                                                                                     | | Valérie Pécresse              | Ministre du Budget, des Comptes publics et de la Réforme de l'État                           | UMP                                                                       | Plein exercice               | Plein exercice               | Plein exercice                                                                              | Fillon 3                     | 29 juin 2011                 | 10 mai 2012                  |
| Présidence de François Hollande                                                     | |                               |                                                                                              |                                                                           |                              |                              |                                                                                             |                              |                              |                              |
|                                                                                     | | Marylise Lebranchu            | Ministre de la Réforme de l'État, de la Décentralisation et de la Fonction Publique          | PS                                                                        | Plein exercice               | Plein exercice               | Plein exercice                                                                              | Ayrault 1                    | 16 mai 2012                  | 18 juin 2012                 |
| Ayrault 2                                                                           | 18 juin 2012 | Marylise Lebranchu            | Ministre de la Réforme de l'État, de la Décentralisation et de la Fonction Publique          | PS                                                                        | Plein exercice               | Plein exercice               | Plein exercice                                                                              | 31 mars 2014                 |                              |                              |
| Ministre de la Décentralisation, de la Réforme de l'État et de la Fonction Publique | Valls 1 | Marylise Lebranchu            | 31 mars 2014                                                                                 | PS                                                                        | Plein exercice               | Plein exercice               | Plein exercice                                                                              | 3 juin 2014                  |                              |                              |
|                                                                                     | Valls 1 |                               | Thierry Mandon                                                                               | Secrétaire d'État chargé(e) de la Réforme de l'État de la Simplification, | PS                           |                              | Manuel Valls                                                                                | Premier ministre             | 3 juin 2014                  | 25 août 2014                 |
| Valls 2                                                                             | 25 août 2014 | 17 mai 2015                   | Thierry Mandon                                                                               | Secrétaire d'État chargé(e) de la Réforme de l'État de la Simplification, | PS                           |                              | Manuel Valls                                                                                | Premier ministre             |                              |                              |
| Valls 2                                                                             | |                               | Clotilde Valter                                                                              | Secrétaire d'État chargé(e) de la Réforme de l'État de la Simplification, | PS                           | 17 mai 2015                  | Manuel Valls                                                                                | Premier ministre             | 11 février 2016              |                              |
| Valls 2                                                                             | |                               | Jean-Vincent Placé                                                                           | Secrétaire d'État chargé(e) de la Réforme de l'État de la Simplification, | PÉ                           | 11 février 2016              | Manuel Valls                                                                                | Premier ministre             | 6 décembre 2016              |                              |
|                                                                                     | Bernard Cazeneuve | Cazeneuve                     | Jean-Vincent Placé                                                                           | Secrétaire d'État chargé(e) de la Réforme de l'État de la Simplification, | PÉ                           | 6 décembre 2016              | 10 mai 2017                                                                                 | Premier ministre             |                              |                              |

### Ministre de l'Action publique (2017-2020)
| Ministre                     | Ministre                     | Ministre                     | Intitulé                                    | Parti                        | Période                      | Période                      | Gouvernement                 |
| Présidence d'Emmanuel Macron | Présidence d'Emmanuel Macron | Présidence d'Emmanuel Macron | Présidence d'Emmanuel Macron                | Présidence d'Emmanuel Macron | Présidence d'Emmanuel Macron | Présidence d'Emmanuel Macron | Présidence d'Emmanuel Macron |
| ---------------------------- | ---------------------------- | ---------------------------- | ------------------------------------------- | ---------------------------- | ---------------------------- | ---------------------------- | ---------------------------- |
|                              |                              | Gérald Darmanin              | Ministre de l'Action et des Comptes publics | LREM                         | 17 mai 2017                  | 6 juillet 2020               | Philippe 1 et 2              |

### Ministres de la Transformation publique (depuis 2020)
| Ministre                     | Ministre                     | Ministre                     | Intitulé                                                                                            | Parti                        | Période                      | Période                      | Gouvernement                 |
| Présidence d'Emmanuel Macron | Présidence d'Emmanuel Macron | Présidence d'Emmanuel Macron | Présidence d'Emmanuel Macron                                                                        | Présidence d'Emmanuel Macron | Présidence d'Emmanuel Macron | Présidence d'Emmanuel Macron | Présidence d'Emmanuel Macron |
| ---------------------------- | ---------------------------- | ---------------------------- | --------------------------------------------------------------------------------------------------- | ---------------------------- | ---------------------------- | ---------------------------- | ---------------------------- |
|                              |                              | Amélie de Montchalin         | Ministre de la Transformation et de la Fonction publiques                                           | LREM                         | 6 juillet 2020               | 20 mai 2022                  | Castex                       |
|                              |                              | Stanislas Guerini            | Ministre de la Transformation et de la Fonction publiques                                           | RE                           | 20 mai 2022                  | 11 janvier 2024              | Borne                        |
| Aucun                        | Aucun                        | Aucun                        | Aucun                                                                                               | Aucun                        | 11 janvier 2024              | 9 février 2024               | Attal                        |
|                              |                              | Stanislas Guerini            | Ministre de la Transformation et de la Fonction publiques                                           | RE                           | 9 février 2024               | 21 septembre 2024            | Attal                        |
|                              |                              | Guillaume Kasbarian          | Ministre de la Fonction publique, de la Simplification et de la Transformation de l'Action publique | RE                           | 21 septembre 2024            | 23 décembre 2024             | Barnier                      |
|                              |                              | Laurent Marcangeli           | Ministre de l'Action publique, de la Fonction publique et de la Simplification                      | HOR                          | 23 décembre 2024             | Actuel                       | Bayrou                       |